# Górsko (województwo wielkopolskie)
Górsko – wieś w Polsce położona w województwie wielkopolskim, w powiecie wolsztyńskim, w gminie Przemęt.

## Historia
Wieś pierwotnie związana była z Wielkopolską i powstała w średniowieczu. Istnieje co najmniej od pierwszej połowy XIII wieku. Wymieniona została w łacińskim dokumencie datowanym na 1210 pod nazwą Gorzko, 1312 Gor..., 1358 Gorsco, 1379 Gorsske, 1401 Gorsko, 1426 Gorzsko.
Pierwsza wzmianka o wsi pochodzi z 1210 kiedy książę wielkopolski oraz kaliski Władysław Odonic nadał klasztorowi cystersów w Pforcie w Turyngii m.in. wieś Górsko w celu założenia nowego klasztoru w kasztelanii przemęckiej. Fundacja ta ostatecznie nie została zrealizowana. W 1310 książę głogowski i wielkopolski Henryk III głogowski zatwierdził nadanie 5 toni niewodowych na jeziorze w Górsku przez dziedziców z Górska dla opactwa cystersów w Wieleniu.
W 1402 wieś Górsko wraz z innymi 17 wsiami zapłaciły kary z powodu niestawienia się na zebranie opolne w Wilkowie Polskim w celu rozgraniczenia okolicznych wsi. W 1417 wieś należała do  opola przemęckiego będącego reliktem przedpaństwowej wspólnoty rodowo-terytorialnej o nazwie opole, które stały się w średniowieczu podokręgami kasztelanii. Miejscowość była początkowo własnością książęcą, a następnie stała się uposażeniem opactwa cystersów w Wieleniu-Przemęcie. W 1530 leżała w powiecie kościańskim Korony Królestwa Polskiego. W 1563 miejscowość należała do parafii Przemęt.
W 1426 Wojciech Olbracht Kromnow wraz z Ottonem Awstaczem, synem swej żony z pierwszego małżeństwa oznajmili, że Katarzyna żona Wojciecha i matka Ottona, podarowała klasztorowi cystersów w Wieleniu 80 grzywien szer. groszy ze swej ojcowizny w intencji za swego męża i syna, a w zamian klasztor oddał w dożywocie Wojciechowi i jego żonie wieś Górsko. Wojciech oraz Katarzyna zobowiązali się do utrzymywania wiejskiego kapłana, którego wyznaczy klasztor oraz do wypełniania służby wojskowej ze wsi Górsko na koszt klasztoru, jeśli klasztor nie będzie od niej wolny. Zobowiązali się oni także do polepszenia stanu wsi i miejscowego folwarku z dworem oraz do pozostawienia dla klasztoru wszelkich ruchomości i inwentarza w dworze zastrzegając tylko dla Małgorzaty córki Ottona Awstacza cztery (łac. „lectas sive plumas”) oraz 6 krów. Wojciech odnotowany został kilkukrotnie przy okazji różnych spraw sadowych o szkody majątkowe.
W 1533 król polski Zygmunt I Stary zatwierdził wszystkie przywileje oraz nadania dóbr opactwu w Przemęcie udzielone przez dawniejszych monarchów, w tym m.in. w powiecie kościańskim z późniejszej fundacji na miasto Przemęt, a w tym m.in. na wieś Górsko.
Miejscowość odnotowały historyczne rejestry podatkowe. W 1530 we wsi pobrano podatki z dwóch łanów. W 1563 pobór odbył się z 6 łanów, jednego wiatraka w dzierżawie dziedzicznej, karczmy oraz od jednego komornika. W 1566 podatki pobrano z 5 łanów kmiecych, jednego łana sołeckiego, wiatraka oraz od 4 zagrodników z rolami i od jednego komornika. W 1580 pobrano podatki z 3 łanów, od 4 zagrodników, jednego komornika, jednego dudarza czyli wytwórcy lub instrumentalisty grającego na regionalnym instrumencie zwanym dudami wielkopolskimi, a także od wiatraka w dzierżawie dorocznej. Sołectwo posiadał wówczas Gaspar Nostwicz Drzewiecki, który zapłacił podatek od połowy łana, od jednego zagrodnika, jednego komornika, dwóch najemnych robotników zwanych ratajami, 25 owiec oraz od 2 wiatraków w dzierżawie dorocznej.
Pod koniec XVI wieku była wsią duchowną, własnością opactwa cystersów w Przemęcie i leżała w powiecie kościańskim województwa poznańskiego w Rzeczypospolitej Obojga Narodów.
Po rozbiorach Polski miejscowość wraz z całą Wielkopolską znalazła się w zaborze pruskim. W okresie Wielkiego Księstwa Poznańskiego (1815–1848) miejscowość wzmiankowana jako Gorsko należała do wsi większych w ówczesnym powiecie babimojskim rejencji poznańskiej. Gorsko należało do kaszczorskiego okręgu policyjnego tego powiatu i stanowiło część majątku Kaszczor, który należał wówczas do rządu Królestwa Prus w Berlinie. Według spisu urzędowego z 1837 roku Gorsko liczyło 199 mieszkańców, którzy zamieszkiwali 21 dymów (domostw).
W latach 1975–1998 miejscowość administracyjnie należała do województwa leszczyńskiego.
Atrakcją wioski jest ptasia galeria rzeźbiarza Mariana Murka. W stodole zaadaptowanej na galerię można obejrzeć dziesiątki ptaków, naturalnej wielkości, wykonanych w drewnie oraz posłuchać ich głosów.
Są też i inne rzeźby będące plonem odbywających się tu plenerów rzeźbiarsko-malarskich oraz tworzony obecnie cykl wielkich płaskorzeźb ze scenami z Pana Tadeusza, które w przyszłości eksponowane będą w specjalnie wybudowanym pomieszczeniu o kształcie kolistym.
We wsi znajduje się kaplica rzymskokatolicka zbudowana w latach 50. XX w. pod wezwaniem Najświętszego Serca Pana Jezusa. Wierni kościoła rzymskokatolickiego należą do parafii Przemęt.

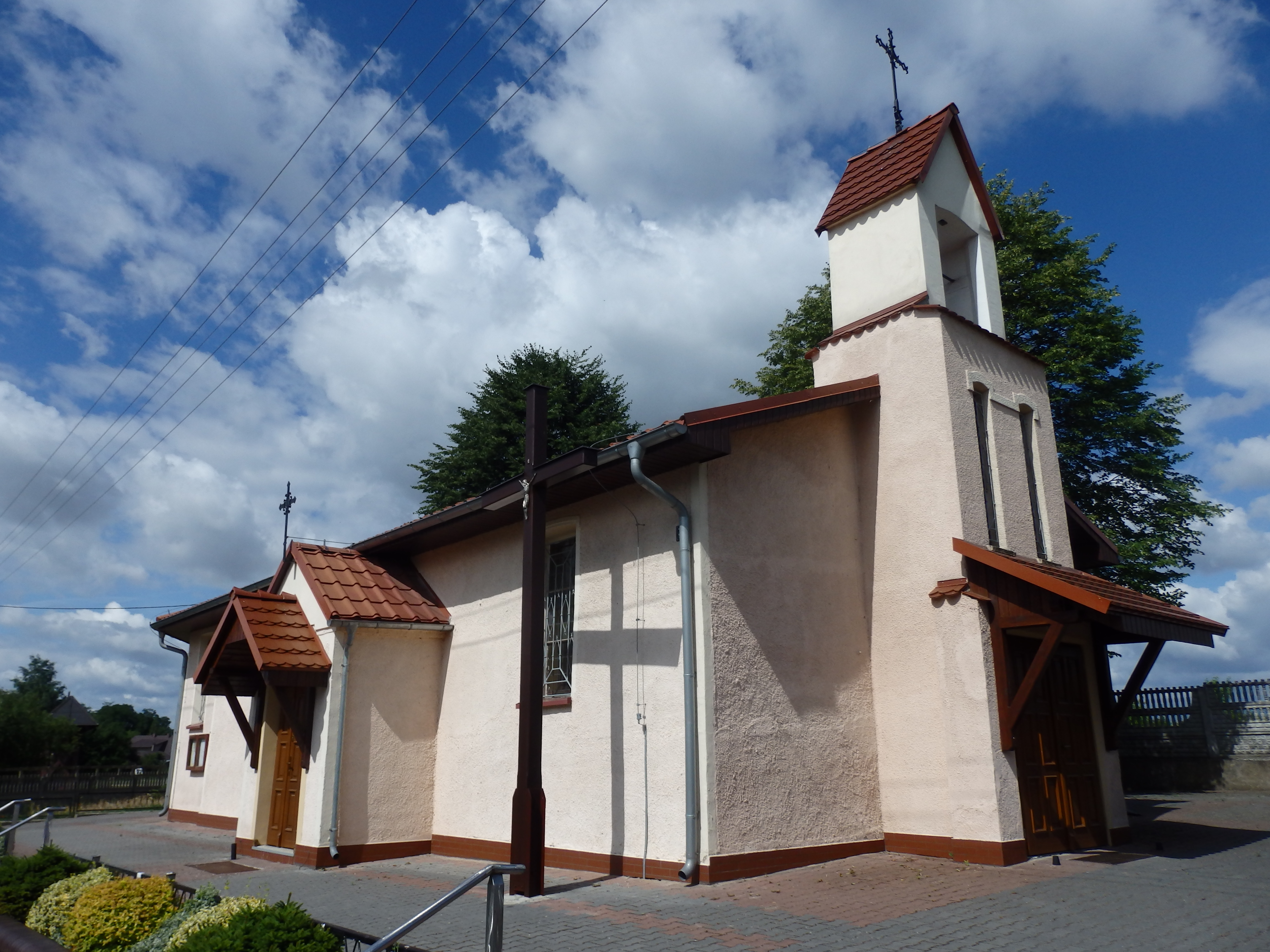
Górsko – kaplica
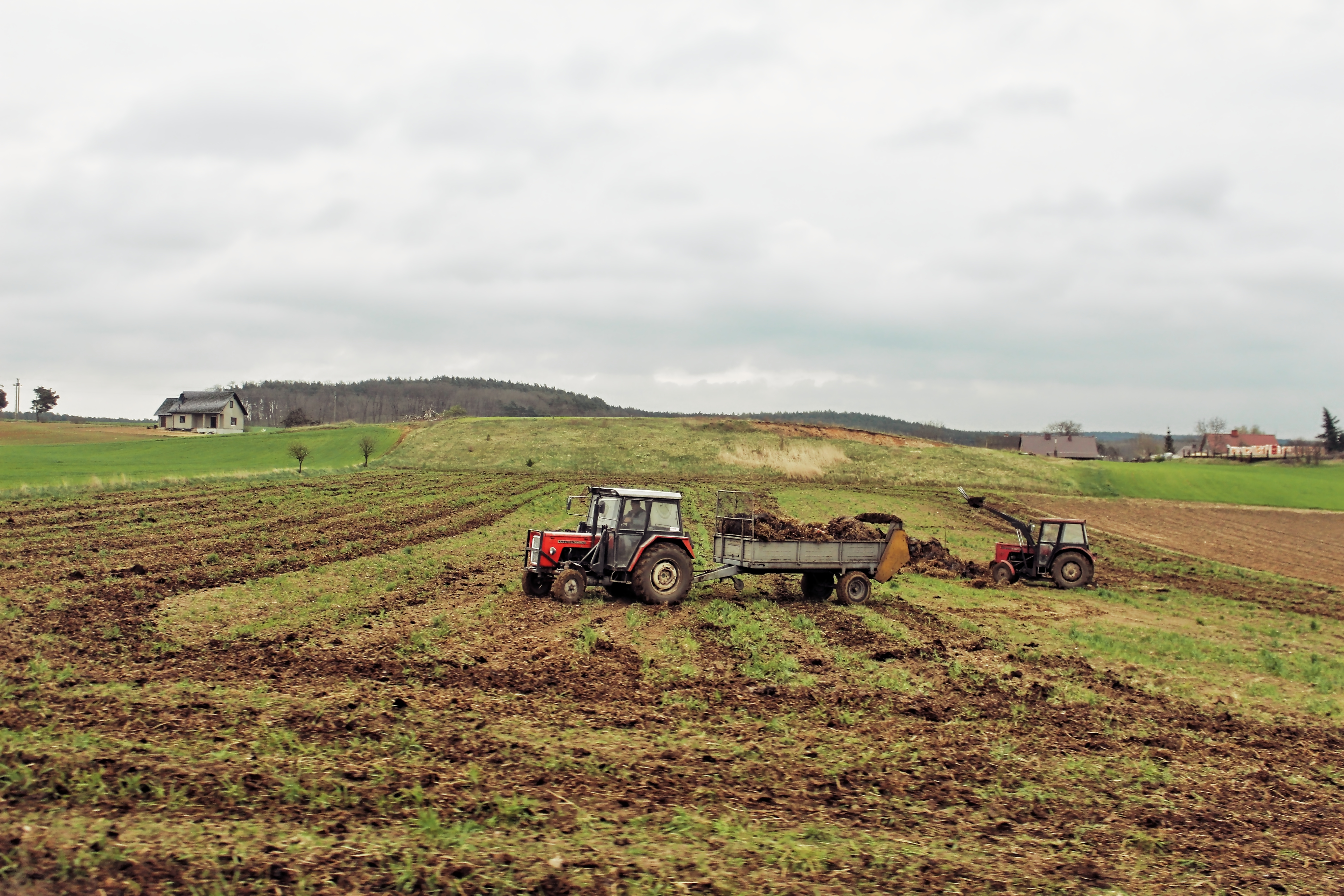